# Hydrochoreutes schizopetiolatus
Hydrochoreutes schizopetiolatus är en kvalsterart som beskrevs av Cook. Hydrochoreutes schizopetiolatus ingår i släktet Hydrochoreutes och familjen Pionidae. Inga underarter finns listade i Catalogue of Life.